# La Torregassa (Olius)
La Torregassa és una masia del municipi d'Olius inclosa en l'Inventari del Patrimoni Arquitectònic de Catalunya.

## Descripció
Masia de planta rectangular i teulada a doble vessant. Orientada nord-sud. Porta principal a la cara est i de forma rectangular i llinda de pedra. Diversa tipologia d'obertures. Planta baixa i dos pisos. Planta baixa amb sòl de pedra i volta. A l'esquerra el forn. Conserva també la premsa de vi del segle xviii. Parament: carreus irregulars. Les llindes són de pedra picada i tallades
Està situada a l'extrem de ponent del municipi, als altiplans del serrat de la Torregassa. S'hi va per la carretera C-149a (de Solsona a Sant Climenç). A l'encreuament que es troba al km 5,2 (41° 59′ 32″ N, 1° 28′ 18″ E / 41.99222°N,1.47167°E)cal prendre direcció sud (esquerre). Als 400 metres agafar el desviament a la dreta que mena directament a la masia.

## Història
La casa Torregassa, malgrat les reformes que ha sofert, surt ja en la toponímia dels segles xi i xiii, d'Olius.
A finals del segle xiv, els Torregassa, eren els col·lectors de Santa Maria de Solsona.